# Eunice goodsiri
Eunice goodsiri är en ringmaskart som först beskrevs av McIntosh 1885.  Eunice goodsiri ingår i släktet Eunice och familjen Eunicidae. Inga underarter finns listade i Catalogue of Life.